# یواس‌اس یارو (اس‌پی-۱۰۱۰)
یواس‌اس یارو (اس‌پی-۱۰۱۰) (به انگلیسی: USS Yarrow (SP-1010)) یک کشتی بود که طول آن ۶۵ فوت (۲۰ متر) بود. این کشتی در سال ۱۹۱۳ ساخته شد.